# Félix Lambey
Félix Lambey (Lons-le-Saunier, 15 marzo 1994) è un rugbista a 15 francese,  seconda linea del Lione.

## Biografia
Cresciuto insieme ai fratelli nel CS Lons-Joura, club della sua cittadina natale, ivi rimase fino al 2012, anno del passaggio al Lione, squadra con cui debuttò da professionista nel 2014 contro London Welsh in Challenge Cup.
Dato lo scarso utilizzo (quella fu la sua unica presenza in stagione), optò, insieme alla società, per un prestito annuale al Béziers, nel quale disputò come titolare fisso la stagione 2015-2016 di Pro D2. Quest'annata "di apprendimento" gli permise di tornare a Lione ed avere un buon minutaggio che raggiunse il suo apice nella titolarità nella semifinale del Top 14 2017-2018.
Lambey entrò nel Centro Nazionale di rugby di Linas-Marcoussis, il più importante centro di formazione della federazione francese, nella stagione 2012-2013. Nel 2014 rappresentò la nazionale francese under-20 sia al Sei Nazioni di categoria vinto con Grande Slam sia al mondiale giovanile. Fu convocato per la prima volta nella Francia dall'allora ct Guy Novès che lo chiamò per i test match del novembre 2017; un infortunio subito in campionato gli impedì, però, di parteciparvi. Il nuovo selezionatore Jacques Brunel lo incluse nella squadra per il Sei Nazioni 2018, ma non giocò nessuna partita e fu escluso dalla nazionale a metà torneo, insieme a cinque compagni, in seguito ad una "notte brava" ad Edimburgo. Venne richiamato per il tour estivo in Nuova Zelanda, durante il quale finalmente debuttò nell'ultimo test contro gli All Blacks. Successivamente fu presente anche nelle amichevoli di novembre, nelle quali scese in campo solo nella sconfitta contro Figi. Convocato per il Sei Nazioni 2019, giocò tutte le partite ed ottenne la sua prima titolarità contro l'Inghilterra alla seconda giornata.
Lambey può vantare anche due convocazioni con i Barbarians francesi: nel 2016 affrontò una selezione australiana, mentre nel 2017 partecipò al tour in Sudafrica.